# Amtsgericht Heilsbronn
Das Amtsgericht Heilsbronn war ein von 1879 bis 1959 bestehendes bayerisches Gericht der ordentlichen Gerichtsbarkeit mit Sitz in Heilsbronn.

## Geschichte
Von 1808 bis 1879 bestand hier ein bayerisches Landgericht älterer Ordnung. Anlässlich der Einführung des Gerichtsverfassungsgesetzes am 1. Oktober 1879 wurde in Heilsbronn ein Amtsgericht errichtet, dessen Sprengel aus den Gemeinden Aich, Altendettelsau, Bechhofen, Bertholdsdorf, Betzendorf, Bonnhof, Brunn, Bürglein, Elpersdorf, Fischbach, Haag, Heilsbronn, Herpersdorf, Höfstetten, Immeldorf, Kehlmünz, Ketteldorf, Lichtenau, Malmersdorf, Moosbach, Müncherlbach, Neuendettelsau, Petersaurach, Retzendorf, Sachsen bei Ansbach, Sauernheim, Schlauersbach, Seitendorf, Suddersdorf, Unterrottmannsdorf, Veitsaurach, Volkersdorf, Wattenbach, Weißenbronn, Weiterndorf, Wernsbach, Windsbach und Wollersdorf vom vorherigen Landgerichtsbezirk Heilsbronn gebildet wurde. Übergeordnete Instanzen waren das Landgericht Ansbach und das Oberlandesgericht Nürnberg.
Nachdem das Amtsgericht Heilsbronn im Zweiten Weltkrieg zur Zweigstelle des Amtsgerichts Ansbach herabgestuft und diese Maßnahme im Jahre 1956 bestätigt worden war, wurde diese Zweigstelle auf Anordnung des Bayerischen Staatsministers der Justiz am 1. Juli 1959 aufgelöst.
Das Gebäude des ehemaligen Amtsgerichts befindet sich am Kammereckerplatz 1–2 in einem zweigeschossigen Walmdachbau aus dem 18./19. Jahrhundert und steht unter Denkmalschutz. Derzeit ist dort die Stadtverwaltung Heilsbronn untergebracht.